# Карабулак (Каркаралинский район)
Карабулак (каз. Қарабұлақ) — село в Каркаралинском районе Карагандинской области Казахстана. Административный центр аульного округа Балкантау. Код КАТО — 354845100.

## Население
В 1999 году население села составляло 979 человек (513 мужчин и 466 женщин). По данным переписи 2009 года, в селе проживали 772 человека (395 мужчин и 377 женщин).